# 444 (číslo)
Čtyři sta čtyřicet čtyři je přirozené číslo. Následuje po číslu čtyři sta čtyřicet tři a předchází číslu čtyři sta čtyřicet pět. Římskými číslicemi se zapisuje CDXLIV a řeckými číslicemi υμδ.

## Matematika
444 je:
- Abundantní číslo
- Složené číslo
- Palindromické číslo
- Nešťastné číslo

## Astronomie
- (444) Gyptis je planetka hlavního pásu, kterou objevil v roce 1899 Jérôme Eugène Coggia

## Roky
- 444
- 444 př. n. l.